# Murmidius globosus
Murmidius globosus is een keversoort uit de familie dwerghoutkevers (Cerylonidae). De wetenschappelijke naam van de soort werd in 1935 gepubliceerd door Howard Everest Hinton.